# Нугра (водохранилище)
Нугра — пруд на реке Элиста в Кетченеровском районе Калмыкии (Россия). Объём — 8,0 млн м³. Наибольшая глубина — 5 м.
Названо по посёлку Нугра.
Создано в результате сооружения в нижнем течении реки Элиста земляной плотины длиной 460 и шириной 5 метров. С юга и севера ограничено восточными отрогами Ергенинской возвышенности. Оборудовано донным водовыпуском.